# Jankovits József
Jankovits József (Budapest, 1951. január 3. – 2023. március 24.) Liszt Ferenc-díjas magyar operetténekes, színész, a Turay Ida Színház örökös tagja.

## Életpályája
Táncdalénekesként kezdte, az OSZK Stúdiójában (Országos Szórakoztatózenei Központ) Ákos Stefi és Gyarmati István voltak a tanárai. 
Éjszakai szórakozóhelyeken lépett fel, és az Országos Rendező Iroda (ORI) által szervezett turnékon is részt vett: többek között Katona Klári, Bódy Magdi, az Apostol, Delhusa Gjon, Ihász Gábor társaságában. Ezután jelentkezett az Fővárosi Operettszínház kórusába, mellette Raskó Magda operaénekesnél tanult énekelni. Ekkoriban már kisebb szerepeket is kapott az Operettszínházban, de – Raskó Magda tanácsára – próbaéneklésre vidékre ment. (Pécsen és Szegeden is sikerrel járt, végül az utóbbit választotta.) A Szegedi Nemzeti Színházhoz, Pál Tamás operaigazgató szerződtette. 1979-től két évadot töltött Szegeden. Közben – 1980 nyarán – egy sikeres beugrásnak köszönhetően a Fővárosi Operettszínháztól is kapott szerződési ajánlatot. (A Margitszigeti Szabadtéri Színpadon A víg özvegy című előadásban beugrókét szerepelt). A Film Színház Muzsika című lapban is megemlítették, az előadásról szóló írásban ezt írták róla:

„A Camille de Rosillon szerepébe beugró szegedi Jankovits József igen jó tenor utánpótlásnak ígérkezik”.”

Jankovits József így emlékezett:

„...mivel Leblanc Győző eltörte a lábát engem hívtak meg Rosillon szerepére...Énektanárnőm, Raskó Magda jól ismerte a színház művészeti titkárát, és beajánlott engem, hallgassanak meg. Megfeleltem, és én énekelhettem a premiert....A próbaéneklést követően... Seregi László (rendező)... felhívta az Operettszínház igazgatóságát azzal, hogy azonnal le kéne szerződtetniük. Mivel a következő évadra már aláírtam Szegedre a szerződésemet, így vendégként hívtak meg a Leányvásár c. operettre. Ám nem ez volt az első szerepem az Operettszínházban, mert be kellett ugranom a Csárdáskirálynőbe. Tiboldi Máriával énekeltem az első előadást szólistaként a Nagymező utcában. Seregi mindig is odafigyelt rám, s mikor a debreceni színház igazgatója lett, meghívott, hogy énekeljem el a Hunyadi Lászlót és a Carmenből a Don Joset. ”

1992-ig volt a Fővárosi Operettszínház tagja. Kollégájával Virágh József színművésszel – ebben az időszakban – a színház népszerű bonvivánjai voltak. Az aktuális férfi főszerepeket felváltva és (szerepkettőzés esetén) együtt is játszották. Közben vendégművészként Debrecenben, a Csokonai Színház opera előadásaiban is fellépett. (Erkel Ferenc: Hunyadi László – címszerep; Georges Bizet: Carmen: Don José). A Fővárosi Operettszínház tagjaként, a társulat külföldi turnéinak rendszeres résztvevője volt. (Németország, Svájc, Olaszország, USA, Japán, Kína, Ausztrália stb.) 
2001-ig láthatták a nézők az Operettszínházban, de ekkor már csak mint vendégművészt, hiszen külföldi szerződései voltak. (1983-ban Nyugat-Berlinben volt az első önálló külföldi szerződése, 1986-tól rendszeresen játszott Münchenben, a Gartnerplatz Theater-ben, de énekelt a Stuttgarti Operaházban is. Szerepelt a Békéscsabai Jókai Színházban, a Gyulai Várszínházban, a Miskolci Nemzeti Színházban, a Soproni Petőfi Színházban, a Kalocsai Színházban is. Szabadfoglalkozású színművészként, a Vidám Színpadon és a Turay Ida Színházban játszott. 1990-ben Liszt Ferenc-díjat kapott.

## Fontosabb színházi szerepei
- Lehár Ferenc
  - A mosoly országa... Szu-Csong
  - A víg özvegy... Camille de Rosillon (Margitszigeti Szabadtéri Színpad)
  - A víg özvegy... Zéta báró (Pontevedro párizsi nagykövete) (Óbudai Társaskör, Operettvilág)
  - A víg özvegy... Danilivics Danilo gróf (Soproni Petőfi Színház)
  - A víg özvegy... Danilivity Danilo (Szegedi Nemzeti Színház)
  - Luxemburg grófja... René, festőművész, Luxemburg grófja
  - Cigányszerelem... Józsi
- Kálmán Imre
  - Csárdáskirálynő... Edwin
  - Csárdáskirálynő... Feri bácsi (Kalocsai Színház)
  - Marica grófnő... Tasziló (Fővárosi Operettszínház)
  - Marica grófnő... Török Péter, tiszttartó (Turay Ida Színház)
  - Marica grófnő... Dragomir herceg (Városmajori Szabadtéri Színpad, a Karinthy Színház és a Dáma Díva Művészeti Társaság közös produkciója)
  - Cirkuszhercegnő... Mr X.
  - Cigányprímás... Rácz Pali (Békéscsabai Jókai Színház) (Gyulai Várszínház)
- Johann Strauss
  - A denevér... Alfréd (Fővárosi Operettszínház)
  - A denevér... Eisenstein (Városmajori Szabadtéri Színpad)
  - A denevér... Frank (Miskolci Nemzeti Színház)
- Jacobi Viktor: Leányvásár... Tom Miggles
- Huszka Jenő
  - Mária főhadnagy... Jancsó Bálint (Fővárosi Operettszínház)
  - Mária főhadnagy... Draskóczy (Turay Ida Színház)
- Huszka Jenő – Martos Ferenc: Lili bárónő... Illésházy László gróf
- Franz von Suppé: Boccaccio... Boccaccio
- Erkel Ferenc: Hunyadi László... Hunyadi László
- Georges Bizet: Carmen... Don José (Csokonai Színház, Debrecen)
- Ábrahám Pál
  - Viktória... Koltay István (Fővárosi Operettszínház)
  - Viktória... John Webster (nagykövet) (Békéscsabai Jókai Színház)
  - Bál a Savoyban... Arisztid
- Jacques Deval – Nádas Gábor – Szenes Iván: Potyautas... Forboise
- Kacsóh Pongrác – Bakonyi Károly – Heltai Jenő: János vitéz... Bagó (Kalocsai Színház) (Jászai Mari Színház)
- Topolcsányi Laura: Doktornők... Jenő (Turay Ida Színház)
- Urbán Gyula: Minden egér szereti a sajtot... Zakariás (Albin) (Pesti Művész Színház)
- Brandon Thomas: Charley nénje?... Sir Francis Topplebee (Turay Ida Színház)
- Pierre Barillet – Jean-Pierre Grédy – Nádas Gábor – Szenes Iván: A kaktusz virága... Cochet úr (Vidám Színpad)
- Szirmai Albert – Bakonyi Károly: Mágnás Miska... Korláthy gróf (Turay Ida Színház)
- Kis József: Az angyalok nem sírnak... Kádár, házmester (Turay Ida Színház)
- Georges Berr – Louis Verneuil – Fényes Szabolcs – Mihály István: Hazudni tudni kell... Ferdinand Buche, gyáros

## Filmek, tv
- Barátok közt (2012) Kányay Antal
- Rökk Marica grófnő (1995) szereplő

## Külföldi vendégfellépések
- Németország
  - Theater des Westens, Berlin
  - Gartnerplatz Theater, München
  - Stuttgarti Operaház, Stuttgart
- Belgium
  - Belga Királyi Operaház, Brüsszel
- Olaszország
- Izrael
- Franciaország
- Svájc
- Skandináv országok
- Japán
- Kína
- Ausztrália
- Szovjetunió
- Amerikai Egyesült Államok

## Rendezései
- Lehár Ferenc: A mosoly országa (Operettszínház Stúdió)
- Ábrahám Pál: Bál a Savoyban (Kalocsai Színház, 2011; Szentesi Nyári Szabadtéri Színház, 2012)

## Díjai, elismerései
- Liszt Ferenc-díj (1990)